# یگان ۹۱۰
یگان ۹۱۰، یک یگان مخفی در حزب‌الله، سازمان سیاسی و شبه‌نظامی لبنانی است. این یگان، مسئول عملیات مخفی این سازمان در خارج از لبنان، از جمله جمع‌آوری اطلاعات، پشتیبانی لجستیکی و ایجاد سلول‌های خفته است. فعالیت‌های آن، عمدتاً بر برنامه‌ریزی و اجرای حملات تروریستی علیه اهداف اسرائیلی و غربی در سطح جهان، متمرکز است.

## ساختار و رهبری
یگان ۹۱۰، تحت نظارت مستقیم رهبری ارشد حزب‌الله، فعالیت می‌کند و روابط نزدیکی با نیروی قدس سپاه پاسداران انقلاب اسلامی دارد. این یگان، به دلیل ساختار بخش‌بندی‌شده‌اش، شناخته شده است، که تضمین می‌کند عوامل آن، فقط از اطلاعات مربوط به نقش‌های خاص خود، آگاه باشند و در نتیجه، امنیت عملیاتی را حفظ کنند.

## رهبران سابق و کنونی

### عماد مغنیه
عماد مغنیه، معروف به حاج رضوان، رهبر شبه‌نظامی لبنانی و عضو بنیانگذار سازمان جهاد اسلامی لبنان و نفر دوم رهبری حزب‌الله بود. او تا زمان ترورش در سال ۲۰۰۸، رهبر یگان ۹۱۰ بود.

### طلال حمیه
طلال حمیه، از رهبران ارشد شبه‌نظامی لبنانی و از چهره‌های کلیدی حزب‌الله است. او ریاست سازمان امنیت خارجی حزب‌الله (ESO) که با نام یگان ۹۱۰ نیز شناخته می‌شود را بر عهده دارد، یگانی که مسئول برنامه‌ریزی و اجرای فعالیت‌های تروریستی در خارج از لبنان است. از فوریه ۲۰۲۵، حمیه، همچنان یک هدف با اولویت بالا برای تلاش‌های ضدتروریسم آمریکا است و همچنان نقش مهمی در عملیات بین‌المللی حزب‌الله، ایفا می‌کند.

## عملیات جهانی
این یگان، در توطئه‌های تروریستی بین‌المللی مختلفی، دست داشته است. نکته قابل‌توجه این است که این یگان، هسته‌های خفته‌ای را در ایالات متحده آمریکا و سایر کشورها ایجاد کرده است که منتظر دستور برای انجام حملات هستند. این هسته‌ها از نظر استراتژیک در موقعیت مناسبی قرار دارند تا در صورت تشدید تنش‌ها بین ایران و کشورهای غربی، فعال شوند. عوامل این یگان، اغلب در نظارت قبل از عملیات، تهیه سلاح و سایر تدارکات لجستیکی برای اطمینان از آمادگی، شرکت می‌کنند.

## تعیین به عنوان سازمان تروریستی
حزب‌الله، از جمله یگان‌های عملیات خارجی آن مانند یگان ۹۱۰، توسط چندین کشور و نهاد بین‌المللی، به عنوان یک سازمان تروریستی، شناخته می‌شود. به عنوان مثال، دولت کانادا، حزب‌الله را به عنوان یک نهاد تروریستی، تحت قانون جزای خود، فهرست می‌کند. به‌طور مشابه، دولت استرالیا نیز حزب‌الله را به عنوان یک سازمان تروریستی، معرفی کرده و به دخالت آن در فعالیت‌های تروریستی مختلف، اذعان دارد.

## ارزیابی تهدید
ارزیابی‌های اطلاعاتی، نشان می‌دهد که یگان ۹۱۰ به دلیل توانایی‌اش در انجام عملیات پیچیده در خارج از کشور، همچنان یک تهدید قابل‌توجه است. عوامل این یگان در تکنیک‌های مختلف جاسوسی، از جمله استفاده از هویت‌های پوششی و روش‌های ارتباطی مخفی، آموزش دیده‌اند. حضور آن‌ها در کشورهای متعدد، بر دامنه جهانی عملیات خارجی حزب‌الله و خطرات بالقوه‌ای که برای امنیت بین‌المللی ایجاد می‌کند، تأکید دارد.
به‌طور خلاصه، یگان ۹۱۰، بخش مهمی از دستگاه عملیات خارجی حزب‌الله است که وظیفه اجرای اهداف استراتژیک این سازمان در خارج از مرزهای لبنان را از طریق روش‌های مخفیانه و اغلب خشونت‌آمیز، بر عهده دارد.

## حملات تروریستی قابل‌توجه
- حمله ۱۹۹۲ به سفارت اسرائیل در بوئنوس آیرس
- بمب‌گذاری آمیا (۱۹۹۴)
- بمب‌گذاری اتوبوس ۲۰۱۲ بورگاس